# صاقورية أحمدية
صاقورية أحمدية (الاسم العلمي: Calvatia ahmadii) هي نوع من الفطريات يتبع جنس الصاقورية من الفصيلة الغاريقونية.